# Museu de Arte Contemporânea da Universidade de São Paulo
Das Museu de Arte Contemporânea da Universidade de São Paulo (MAC/USP, MAC USP) ist das Museum für Zeitgenössische Kunst der Universität von São Paulo. 
Das Museum wurde 1963 von Francisco Matarazzo Sobrinho (genannt Ciccillo Matarazzo) gegründet, als er mit seiner eigenen Gründung, dem 1948 eröffneten Museu de Arte Moderna de São Paulo (MAM) nicht mehr zufrieden war und dem MAC seinen Sammlungsbeitrag übertrug.
Das Museum beherbergt unter anderem Werke von Tarsila do Amaral, Umberto Boccioni, Marc Chagall, Wassily Kandinsky, Anita Malfatti, Jean Metzinger, Joan Miró, Amedeo Modigliani, Ismael Nery, Pablo Picasso und Candido Portinari. Die Sammlung ist stark geprägt von Akquisitionen der Biennale von São Paulo.